# Kouassi Brou
Kouassi Franck Olivier Brou (Agnibilékrou, 16 giugno 1992) è un nuotatore ivoriano, specializzato nello stile libero.

## Biografia
Ha rappresentato la Costa d'Avorio ai Giochi olimpici estivi di Pechino 2008, dove è stato eliminato in batteria con il 66º tempo nella specialità dei 50 metri stile libero.
Ai mondiali in vasca corta di Dubai 2010 ha gareggiato nei 50, 100 e 200 metri stile libero, nei 50 metri rana, nei 100 metri dorso e nei 100 e 200 metri misti.
Ai campionati mondiali di Pechino 2011 ha ottenuto il 71º posto sempre nei 50 metri stile libero.
Ha fatto parte della spedizione della Costa d'Avorio ai Giochi olimpici estivi di Londra 2012, in cui è giunto 44º nei 50 metri stile libero.
Al termine dei Giochi ha abbandonato il villaggio olimpico, assieme alla connazionale Assita Toure, senza informare i tecnici della propria federazione, si è rifiutato di rientrare in Costa d'Avorio ed ha formulato richiesta di asilo politico.